# Strategic Defense Initiative
La Strategic Defense Initiative (SDI), (in italiano: Iniziativa di difesa strategica) comunemente nota come Scudo spaziale (in Italia) o Guerre stellari in seguito al popolare film di fantascienza dell'epoca, venne proposto dal presidente degli Stati Uniti d'America Ronald Reagan il 23 marzo del 1983 per utilizzare sistemi d'arma con base al suolo e nello spazio per proteggere gli Stati Uniti da attacchi di missili balistici con testate nucleari. 
L'iniziativa si focalizzava sulla difesa strategica piuttosto che sulla dottrina strategica previamente accettata della Mutual Assured Destruction (MAD). Anche se non è mai stata sviluppata né dispiegata se non in una minima parte (fatta di prototipi o semplici dimostratori tecnologici), la ricerca e le tecnologie dello SDI hanno spianato la via ad alcuni dei sistemi di ABM di oggi. L'Organizzazione della Strategic Defense Initiative (SDI) venne istituita nel 1984 nell'ambito del Dipartimento della Difesa degli Stati Uniti per occuparsi della SDI.

## Costi
Il Congresso degli Stati Uniti assegnò 44 miliardi di dollari alla SDI, nei periodi fiscali che vanno dal 1983 al 1993. Questa somma potrebbe non includere la ricerca collegata allo SDI, che è stata finanziata dal Department of Energy.

## Controversie e critiche

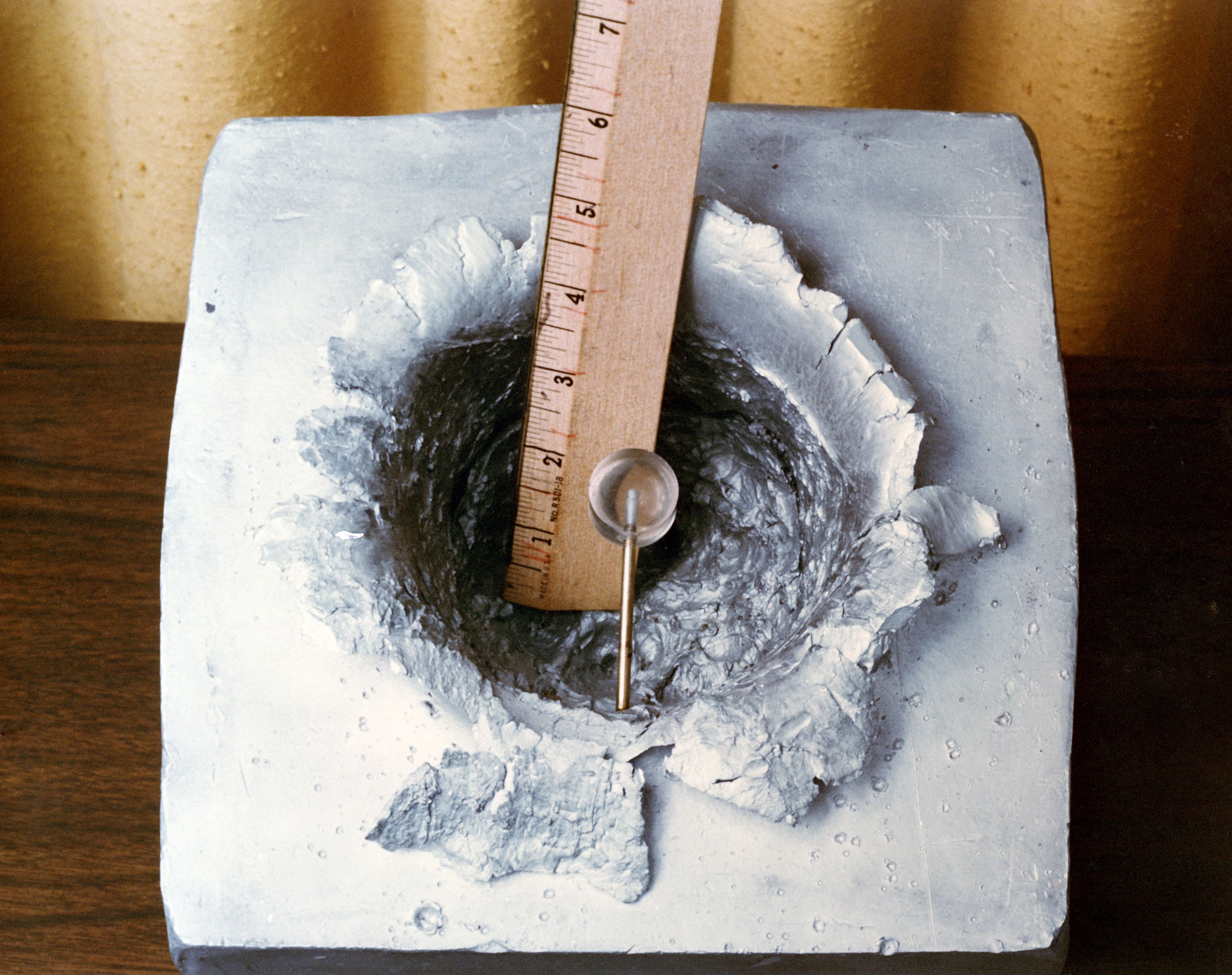
Lo SDI non consisteva soltanto di laser: in questo test sulle armi ad energia cinetica, un proiettile in Lexan del peso di sette grammi venne sparato da un cannone a gas leggero alla velocità di circa 7000 metri/secondo contro un blocco in alluminio.

Si pensa che il primo ad aver screditato lo SDI, battezzandolo le "Star Wars" di Ronald Reagan sia stato l'oppositore Dr. Carol Rosin, un consulente già portavoce di Wernher von Braun. Alcuni critici utilizzavano quel termine in modo derisorio, implicando che fosse una tecnologia costosissima, del tutto immatura e poco pratica, piuttosto degna della fantascienza, ma gli entusiasti adottarono il termine, ribattendo che "la fantascienza di ieri è l'ingegneria di domani". In dichiarazioni ai media del 7 marzo del 1986, il deputato con delega e direttore dello SDIO, Dr. Gerold Yonas, affermò che il nome "Star Wars" venne immediatamente strumentalizzato dalla propaganda sovietica, ed utilizzato per la disinformazione, affermando che questo appellativo dava una impressione totalmente errata dello SDI.
Ashton Carter, un ricercatore associato del MIT, fece uno studio dettagliato dello SDI per conto del Congresso USA nel 1984. Affermò che vi erano numerosi aspetti difficili nella creazione di uno scudo di difesa missilistico meramente adeguato, sia con o senza i laser. Affermò che i laser a raggi X avevano uno scopo limitato dal momento che sarebbero stati diffusi dall'atmosfera, allo stesso modo di come un fascio di una torcia elettrica si sparge in tutte le direzioni. Questo implicava che i laser a raggi-X dovevano essere vicini all'Unione Sovietica, specialmente durante i pochi minuti critici della fase di "booster", per consentire che l'avvistamento satellitare dei missili sovietici fosse rilevato dai radar e la loro traiettoria accuratamente tracciata per consentire un corretto "inquadramento" da parte degli stessi laser-X. I difensori dello SDI obiettarono che i progressi nella tecnologia, come l'utilizzo di fasci laser potentissimi, e la "decolorazione" della colonna d'aria attorno al fascio laser, avrebbe potuto incrementare la distanza percorribile, necessaria al raggio-X per raggiungere e colpire il bersaglio con esito.

### Le obiezioni del professor Hans Bethe
Il fisico Hans Bethe (che lavorò con Edward Teller sia nel progetto della bomba atomica che in quello della bomba all'idrogeno, entrambi sviluppati dal Los Alamos National Laboratory), dichiarò che uno scudo di difesa impiegante armi laser sarebbe stato irrealizzabile. Disse che un sistema difensivo di tale fattura sarebbe stato costoso e difficile da realizzare, ed infine pure facilmente distruggibile; suggerì che i Sovietici potevano economicamente utilizzare migliaia di economiche civette per soprassaturarlo durante un attacco nucleare. Secondo la sua opinione l'unico modo di fermare la minaccia di una guerra nucleare risiedeva nell'uso della diplomazia e scartò completamente l'idea di una soluzione tecnica alla guerra fredda, dicendo che uno scudo difensivo sarebbe stato visto come una minaccia perché avrebbe limitato o distrutto le capacità offensive Sovietiche, lasciando il potenziale offensivo americano intatto. Nel marzo del 1984, Bethe divenne coautore di un rapporto di 106 pagine per la Union of Concerned Scientists che concludeva che "il sistema di laser a raggi-X non offre alcuna prospettiva di essere un componente utile di un sistema per la difesa da missili balistici."
Teller rispose che Bethe e gli altri attivisti impegnati nel contrastare lo SDI non potevano continuare a tenere il piede in due staffe. Teller ricordò di come Bethe l'avesse aiutato nell'attraversare la soglia dell'era nucleare, di come in seguito fosse diventato un oppositore delle armi nucleari e di come fosse terrorizzato dalla guerra nucleare. Ma, Bethe si opponeva anche al solo tentare di fermare questa minaccia attraverso massicci programmi difensivi. Teller rese testimonianza di fronte al Congresso, dicendo che Bethe, "invece di porre obiezioni sul piano scientifico e tecnico, che di sicuro capisce in profondità, fa obiezioni sul piano politico, o della fattibilità o possibilità di dispiego militare, che sono campi che io considero questioni difficili, molto al di là del campo della sua o della mia conoscenza professionale."

### Strategia del surclassamento tecnologico
I sostenitori dello SDI riconoscono in esso il merito d'aver contribuito o almeno accelerato la caduta dell'Unione Sovietica col meccanismo della strategia del surclassamento tecnologico, una dottrina di competizione USA-URSS proposta a quei tempi. Nell'incontro in Islanda tra i presidenti Ronald Reagan e Mikhail Gorbaciov dell'ottobre 1986, Gorbaciov si oppose a questo scudo difensivo, mentre Reagan preferiva mantenerlo, dichiarandosi addirittura favorevole alla condivisione della tecnologia con i sovietici. Gorbaciov non dette credito all'offerta contestando così: "Mi scusi, Signor Presidente, ma io non considero seriamente la sua idea di condividere la tecnologia dello SDI. Voi non volete neanche condividere l'equipaggiamento petrolifero, le macchine utensili automatiche o l'equipaggiamento agricolo, mentre condividere lo SDI sarebbe una seconda Rivoluzione Americana."
Sia Reagan che Gorbaciov proposero la totale eliminazione di tutti i missili con testate nucleari, ma lo SDI ed i missili a raggio intermedio rimasero punti di grave contenzioso.

### Obblighi imposti dai trattati
Un altro punto a sfavore dello SDI era che avrebbe comportato agli Stati Uniti la modifica, il ritiro o la violazione di trattati approvati precedentemente. Nel trattato "Outer Space Treaty" del 1967 infatti si legge che "gli stati partecipanti al trattato si impegnano a non mettere in orbita intorno alla Terra qualsiasi oggetto contenente armi nucleari o qualsiasi altro genere di armi di distruzione di massa, di installare questi sistemi d'arma su corpi celesti, o di stazionare queste armi nello spazio esterno con qualsiasi altra modalità "; dunque proibiva agli USA il preposizionamento in orbita terrestre di qualsiasi dispositivo azionato da armi nucleari, od anche qualsiasi altro dispositivo capace di "distruzione di massa". Soltanto il laser a raggi X pompato da armi nucleari avrebbe violato questo trattato, dal momento che altri sistemi SDI non avrebbero utilizzato armi nucleari.
Il trattato anti missili balistici, ed il suo conseguente protocollo, che limitava le difese antimissilistiche ad una postazione per paese contenente soltanto 100 missili individuali, sarebbe stato violato dagli intercettori basati a terra dello SDI. Il trattato di non proliferazione nucleare prevede che "ognuna delle parti contraenti il trattato si impegna ad intraprendere negoziati in buona fede, cercando misure efficaci relative a cessazione della corsa alle armi nucleari, alla data più precoce possibile, ad impegnarsi nel disarmo nucleare ed a sottoscrivere un ulteriore trattato su un disarmo nucleare generale e completo sotto controllo internazionale stretto ed efficace". Molti analisti ravvisarono che il favorire lo schieramento dei sistemi ABM fosse una "escalation" piuttosto che la cessazione della corsa alle armi nucleari e dunque una palese violazione di questa clausola.

### La SDI ed il concetto di distruzione mutua assicurata
L'SDI fu criticata perché avrebbe potuto potenzialmente interrompere la dottrina strategica della distruzione mutua assicurata. Tale teoria postulò che un attacco nucleare volontario fosse inibito dalla probabile eventualità di una reciproca distruzione. Infatti, sebbene un attacco nucleare preventivo possa distruggere diversi armamenti avversari, potrebbero permanere sufficienti missili nucleari per condurre un devastante contrattacco nei confronti di chi ha attaccato per primo. La critica fu unanime nel ritenere che l'SDI avrebbe potuto potenzialmente consentire all'attaccante di sopravvivere al meno devastante contrattacco avversario, cosicché si potesse incoraggiare un attacco primario del paese in possesso dello SDI. Un altro scenario destabilizzante prevedeva l'ipotesi che le Nazioni potessero essere tentate di attaccare prima che l'SDI fosse completato, in modo da evitare una situazione strategica svantaggiosa.
Ronald Reagan rispose alle critiche nate da queste ipotesi dichiarando che tecnologie dello SDI sarebbero state concesse all'Unione Sovietica per prevenire lo squilibrio che la stessa SDI avrebbe potuto causare.

### Inefficacia contro testate nucleari non trasportate da ICBM
Si criticò ancora la SDI ritenendolo inefficace contro gli armamenti e testate che non si spostano nello spazio esterno, più precisamente ogni tipo di missile cruise (oppure aerei civili con missili cruise all'interno della stiva), i bombardieri (convenzionali e stealth), il trasporto via terra (in camion, in tank, per successivamente essere sparato con cannoni o missili a breve gittata) e i metodi non convenzionali d'attacco, basati sull'inganno, come la consegna tramite sommergibili oppure in yacht o container di navi di superficie. Quest'ultimo metodo in particolare, dal momento che può essere reso anonimo e non necessita di personale, potrebbe essere impiegato dal terrorismo o da "stati canaglia", dal momento che si tratta di un metodo relativamente economico, difficile da rintracciare e tecnologicamente risibile.

## Sistemi di difesa basati a terra

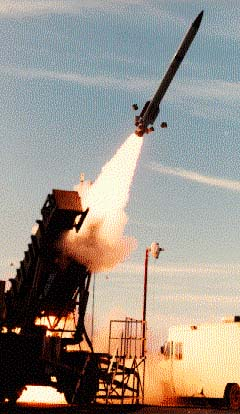
Missile "Extended Range Interceptor" (ERINT) lanciato dal poligono White Sands Missile Range.

### Intercettore a Raggio Esteso (ERINT)
Il programma noto in inglese come "Extended Range Interceptor" (ERINT) era parte di quella componente dello SDI riguardante la difesa dai "missili da teatro" (SRBM e IRBM) ed era un'estensione dell'esperimento "Flexible Lightweight Agile Guided Experiment" (FLAGE), che includeva lo sviluppo della tecnologia "hit-to-kill" ("colpire per uccidere") e per dimostrare la grande accuratezza nella guida di intercettori piccoli, agili, guidati terminalmente dal proprio radar.
Nel 1987 un missile FLAGE riuscì a colpire un missile balistico a corto raggio Lance in volo, nel poligono White Sands Missile Range. L'ERINT era un prototipo di missile simile al FLAGE, ma utilizzava un nuovo motore a propellente solido che gli permetteva di volare più velocemente e più in alto rispetto al FLAGE.
Sotto la procedura BMDO, l'ERINT venne in seguito trasformato nella versione rimpicciolita e migliorata (PAC-3) del Missile Patriot.

### Homing Overlay Experiment (HOE)
L'esperimento HOE "Homing Overlay Experiment" (Esperimento di inseguimento a strati sovrapposti) è stato il primo sistema testato dall'esercito USA che impiegava la tecnologia "hit-to-kill".

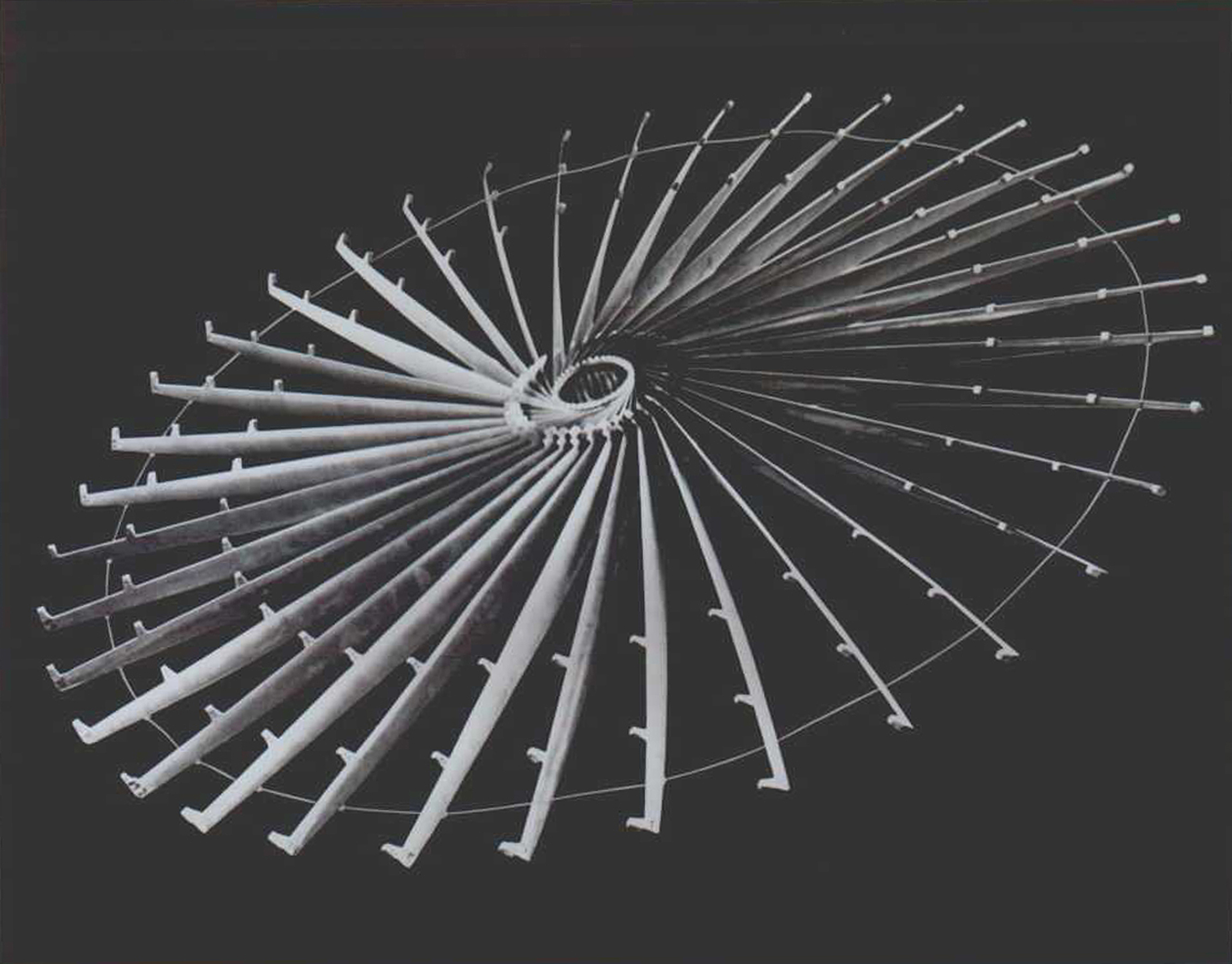
Spirale del diametro di 4 m dispiegata dall'intercettore del Homing Overlay Experiment.

La tecnologia "hit-to-kill", sviluppata dall'inizio degli anni 80, consiste nel colpire direttamente la testata nemica incombente, mirando a distruggerla (soprattutto il suo sistema di guida ed innesco) ed a sottrargli molta energia cinetica, deviandola dalla rotta e facendola precipitare al suolo dopo aver compiuto circa il 60-80% della propria traiettoria (per missili in volo sopra l'Oceano Artico, questo significava precipitare in mare o nel nord del Canada). Questo presentava dei vantaggi rispetto alle testate con esplosivo convenzionale e "pallettoni" in ferro, piombo o titanio (come la prima versione del missile Patriot), che spesso non riescono a distruggere il missile incombente, ma lo deviano e/o lo danneggiano in modo incompleto. La cosa era particolarmente grave nel caso di testate chimiche o batteriologiche, che potevano essere nebulizzate e rese potenzialmente più letali.
I precedenti programmi di intercettori anti-missile come il missile Nike Hercules oppure il missile Sprint utilizzavano testate nucleari, innescate da "sensori di prossimità" o dalla guida dei radar di terra. Queste testate, oltre che costose e inquinanti, potevano danneggiare i sistemi radar della difesa missilistica e contraerea, dal momento che potevano generare un potente impulso elettromagnetico.
L'esperimento Homing Overlay Experiment (HOE) è stato il primo intercettore che abbia avuto successo nel dimostrare di poter intercettare in modalità "hit-to-kill" un simulacro di testata di missile balistico all'esterno dell'atmosfera terrestre. L'esperimento HOE utilizzava un veicolo ad energia cinetica "Kinetic Kill Vehicle" (KKV) per distruggere i missili balistici.
Il KKV era equipaggiato con un sistema di inseguimento ad infrarossi (infrared seeker), elettronica di guida e sistema di propulsione. Nello spazio, il KKV dispiegava una struttura in precedenza ripiegata, simile alle stecche di un ombrello del diametro di 4 metri per aumentare la sua sezione di taglio effettiva. Questo dispositivo distruggerebbe la "testata di rientro" (vedi MIRV) dello ICBM grazie alla pura energia cinetica della collisione.
Quattro test di lancio vennero condotti nel 1983 e 1984 sull'Oceano Pacifico", nello "Kwajalein Missile Range" della Repubblica delle Isole Marshall. Per ogni test venne lanciato dal poligono missilistico californiano di Vandenberg un missile ICBM Minuteman con un singolo simulacro di testata, in un vero veicolo da rientro MIRV, lanciato contro la laguna dell'atollo di Kwajalein distante più di 6.000 kilometri.
Dopo fallimenti nei primi tre test di volo a causa di problemi legati al sistema di guida e ai sensori, il quarto test (quello finale del 10 giugno del 1984) ebbe successo, riuscendo ad intercettare la testata da rientro lanciata dal missile Minuteman RV, colpendola alla velocità di circa 6,1 km/s (più di 20.000 km/h) ad un'altezza di più di 160 km (oltre la stratosfera).
Anche se il quarto test ebbe successo, il New York Times dichiarò nel 1993 che il test era stato "accomodato", condotto in modo da avere successo. Le investigazioni condotte da John Deutch del "Department of Defense", incaricato dal segretario alla difesa Les Aspin, e dallo "General Accounting Office" (la corte dei conti americana) conclusero che il test era stato condotto in modo
valido, e con successo.
Questa tecnologia venne in seguito usata dalla SDI ed ulteriormente sviluppata nei programmi "Exoatmospheric Reentry-vehicle Interception System" (ERIS).

### Sistema di intercettazione dei veicoli di rientro esoatmosferici (ERIS)
Sviluppato dalla Lockheed come la parte costituita da intercettori con base a terra dello SDI, il sistema noto in inglese come Exoatmospheric Reentry-vehicle Interception System (ERIS) comincia ad essere sperimentato nel 1985, con due test nei primi anni 90. Il sistema non venne mai dispiegato, ma la tecnologia venne traslata verso il sistema missilistico noto come Terminal High Altitude Area Defense (THAAD), e nel sistema di intercettori con base a terra attualmente dispiegato come parte del sistema noto come Ground-Based Midcourse Defense (GMD).